# Blato (Dubrovnik-Neretva)
Blato (Italiaans: Blatta) is een gemeente op het eiland Korčula in de Kroatische provincie Dubrovnik-Neretva.
Blato telt 3.680 inwoners. De oppervlakte bedraagt 89,28 km², de bevolkingsdichtheid is 41,2 inwoners per km².

## Geboren in Blato
- Maria van de Gekruisigde Jezus Petković (1892-1966), de eerste Kroatische die zalig is verklaard
- Tony Bosković (1933-2022), Kroatisch-Australisch voetbalscheidsrechter
- Ante Žanetić (1936-2014), voetballer en voetbaltrainer

Steden (gradovi): Dubrovnik · Korčula · Metković · Opuzen · Ploče

Gemeenten (općine): Blato · Dubrovačko Primorje · Janjina · Konavle · Kula Norinska · Lastovo · Lumbarda · Mljet · Orebić · Pojezerje · Slivno · Smokvica · Ston · Trpanj · Vela Luka · Zažablje · Župa Dubrovačka